# Acalypha juruana
Acalypha juruana är en törelväxtart som beskrevs av Ernst Heinrich Georg Ule. Acalypha juruana ingår i släktet akalyfor, och familjen törelväxter. Inga underarter finns listade i Catalogue of Life.